# Mrtonjak
Mrtonjak je nenaseljeni otočić u hrvatskom dijelu Jadranskog mora.
Njegova površina iznosi 0,079 km². Dužina obalne crte iznosi 1,08 km.